# 今崎半太郎
今崎 半太郎（いまさき はんたろう、1869年4月5日 - 1957年2月28日）は、隠岐知夫郡西ノ島の浦郷出身の政治家。1904年（明治37年）から1946年（昭和21年）まで、43年間もの長期間にわたって島根県知夫郡浦郷村（現・隠岐郡西ノ島町）の村長を務めた。「浦郷の父」とされる。

## 経歴

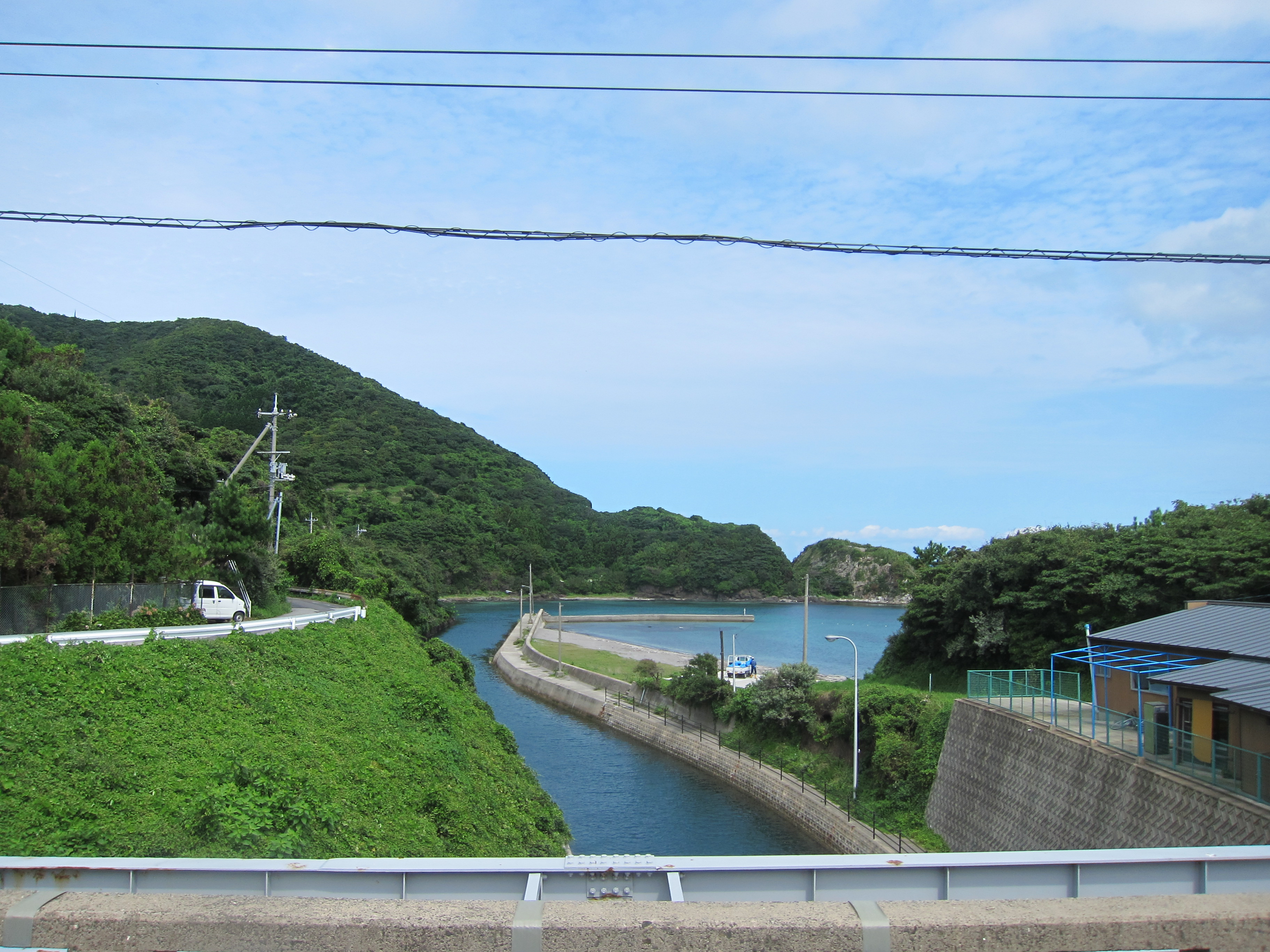
今崎が開削に尽力した船引運河

今崎は1869年（明治2年）4月5日に隠岐諸島西ノ島の浦郷で生まれた。尾張屋（屋号）の佐藤大四郎の次男である。
1889年（明治22年）以後には各地で町村制が施行され、1904年（明治37年）5月1日には隠岐諸島でも町村制に準ずる「島根県隠岐国ニ於ケル町村ノ制度ニ関スル件」が施行された。近世以来の浦之郷村が単独で自治体を形成し、同年5月1日に島根県知夫郡（現・隠岐郡）浦郷村が発足、35歳の今崎半太郎が初代浦郷村長に就任した。

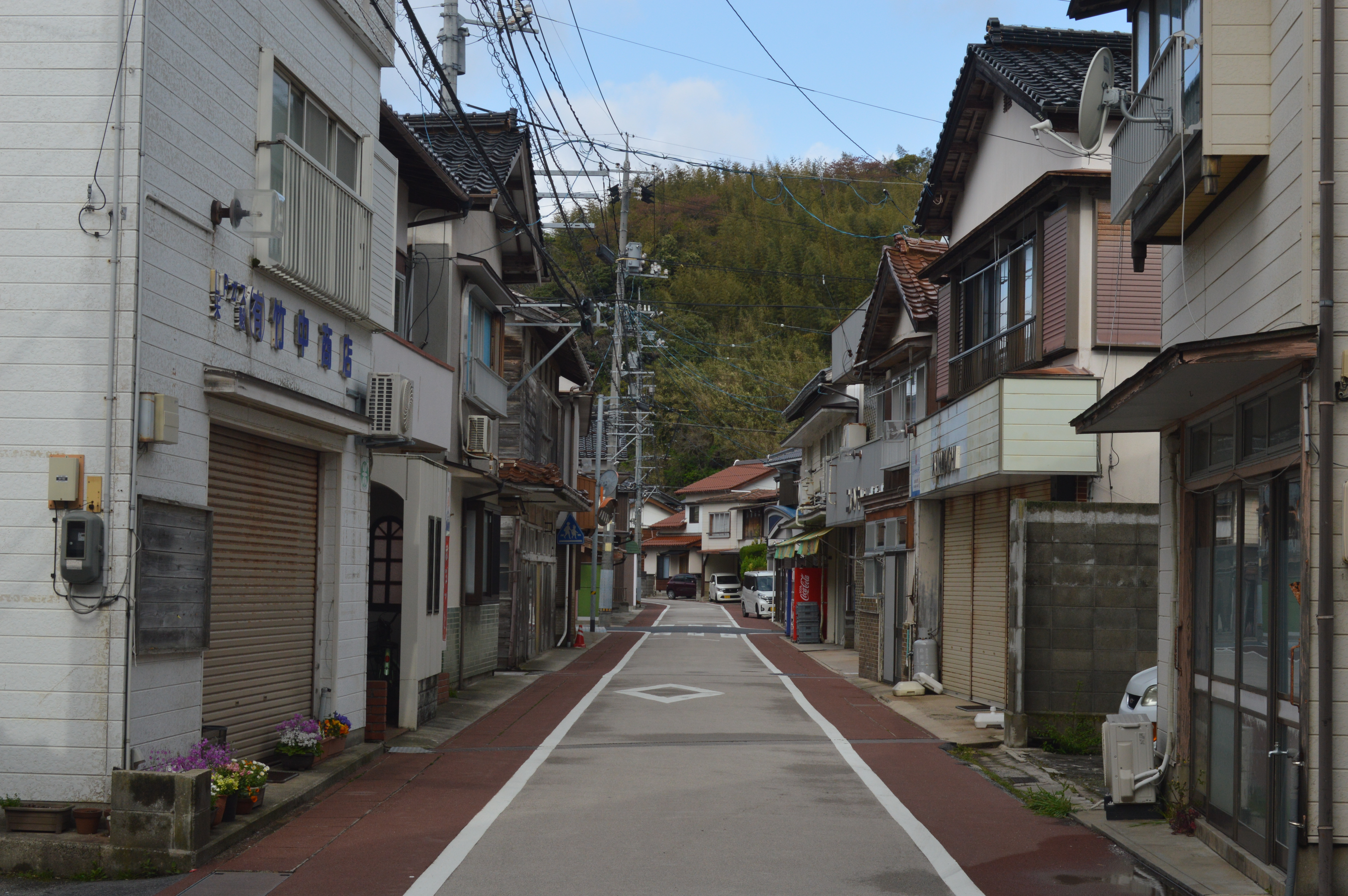
現在の浦郷地区

当時の浦郷村は不況の底にあり、村民の暮らしは貧しかった。年間の生計費が約170円だった時代に、一戸当たり約100円の借金を抱えていた。今崎は漁業・養蚕業・畜産業などの産業振興をもくろんだ。また村民の意識改革や、漁業経営や施設の改善などに努め、水産教育も行った。
1914年（大正3年）には西ノ島中央部の地峡を開削する運河の建設に取り掛かり、1915年（大正4年）に完成した船引運河は浦郷の漁業の発展に大きく貢献した。今崎は黒木村の中西松次郎村長とともに両村民の説得にも尽力した。
1935年の浦郷村の漁業収入は黒木村の4倍に達し、一戸当たりの年間収入（453円）は黒木村を110円ほど上回っていた。1946年（昭和21年）11月3日には浦郷村が町制を施行して浦郷町となり、今崎はこれを契機に浦郷村長を退任した。今崎は1904年から1946年までの43年間も村長を務め、浦郷村が自治体を形成してから町制を敷くまでの村長は今崎ただひとりである。
1957年（昭和32年）2月11日には、船引運河の開削時に手を組んだ浦郷町と黒木村が合併して西ノ島町が成立している。今崎は同年2月28日に87歳で死去した。1986年（昭和61年）10月には浦郷港のシルバー会館横に、今崎半太郎翁顕彰会によって今崎の銅像が建立された。